# Kim Dong-jun (cầu thủ bóng đá)
Đây là một tên người Triều Tiên, họ là Kim.
Kim Dong-jun (tiếng Hàn Quốc: 김동준, sinh ngày 19 tháng 12 năm 1994) là một cầu thủ bóng đá Hàn Quốc thi đấu ở vị trí thủ môn cho Đại học Yonsei và đội tuyển quốc gia Hàn Quốc.

## Sự nghiệp quốc tế
Kim được gọi vào đội tuyển quốc gia Hàn Quốc bởi Uli Stielike tham dự vòng loại Giải bóng đá vô địch thế giới 2018 trước Lào và Liban vào tháng 9 năm 2015.